# Вілксборо (Північна Кароліна)
Вілксборо (англ. Wilkesboro) — місто (англ. town) в США, в окрузі Вілкс штату Північна Кароліна. Населення — 3687 осіб (2020).

## Географія
Вілксборо розташоване за координатами 36°8′29″ пн. ш. 81°10′26″ зх. д. / 36.14139° пн. ш. 81.17389° зх. д. (36.141501, -81.174023).  За даними Бюро перепису населення США в 2010 році місто мало площу 15,27 км², уся площа — суходіл.

## Демографія
Згідно з переписом 2010 року, у місті мешкало 3413 осіб у 1429 домогосподарствах у складі 812 родин. Густота населення становила 224 особи/км².  Було 1633 помешкання (107/км²).
Расовий склад населення:
| - 81,5 % — білих - 8,9 % — чорних або афроамериканців - 3,0 % — азіатів - 0,2 % — корінних американців - 0,1 % — вихідців з тихоокеанських островів - 4,0 % — осіб інших рас |

До двох чи більше рас належало 2,3 %. Частка іспаномовних становила 7,3 % від усіх жителів.
За віковим діапазоном населення розподілялося таким чином: 19,5 % — особи молодші 18 років, 55,9 % — особи у віці 18—64 років, 24,6 % — особи у віці 65 років та старші. Медіана віку мешканця становила 45,4 року. На 100 осіб жіночої статі у місті припадало 86,3 чоловіків;  на 100 жінок у віці від 18 років та старших — 80,1 чоловіків також старших 18 років.
Середній дохід на одне домашнє господарство  становив 55 463 долари США (медіана — 33 450), а середній дохід на одну сім'ю — 65 593 долари (медіана — 52 917). Медіана доходів становила 45 273 долари для чоловіків та 35 484 долари для жінок. За межею бідності перебувало 30,5 % осіб, у тому числі 47,8 % дітей у віці до 18 років та 19,4 % осіб у віці 65 років та старших.
Цивільне працевлаштоване населення становило 1227 осіб. Основні галузі зайнятості: освіта, охорона здоров'я та соціальна допомога — 23,5 %, виробництво — 19,6 %, роздрібна торгівля — 19,5 %.